# Liste der Staatsoberhäupter 1337
Übersicht
◄◄ | ◄ | 1333 | 1334 | 1335 | 1336 | Liste der Staatsoberhäupter 1337 | 1338 | 1339 | 1340 | 1341 | ► | ►►

Weitere Ereignisse

## Afrika
- Ägypten (Bahri-Dynastie)
  - Sultan: al-Malik an-Nasir Muhammad (1293–1294, 1299–1309, 1310–1341)

- Algerien (Abdalwadiden) 1337 von den Meriniden erobert
  - Sultan: Abu Taschfin I. (1318–1337)

- Äthiopien
  - Kaiser (Negus Negest): Amda Seyon I. (1314–1344)

- Ifriqiya (Ost-Algerien, Tunesien) (Hafsiden)
  - Kalif: Abu Bakr II. (1318–1346)

- Kanem-Bornu (Sefuwa-Dynastie)
  - König: Idris I. Nikale (1335–1359)

- Mali
  - König: Kankan Musa I. (1312–1337)
  - König: Maghan (1337–1341)

- Marokko (Meriniden)
  - Sultan: Abu l-Hasan (1331–1351)

## Amerika
- Aztekenreich
  - Tlatoani: Ténoch (1325–1371)

- Inkareich
  - Sinchi: Cápac Yupanqui (ca. 1320–ca. 1350)

## Asien
- Champa
  - König: Chê A Nan (1318–1342)

- China und Mongolei (Yuan-Dynastie)
  - Kaiser: Toghan Timur (1333–1368)

- Georgien
  - König: Giorgi V. der Strahlende (1297–1298, 1314–1346)

- Reich der Goldenen Horde
  - Khan: Usbek (1312–1342)

- Indien
  - Ahom (Assam)
    - König: Sukhrampha (1332–1364)

  - Delhi
    - Sultan: Muhammad Schah II. (1325–1351)

  - Hoysala (im heutigen Karnataka)
    - König: Vira Ballala III. (1291–1343)

  - Vijayanagar (Südindien)
    - König: Harihara Raya I. (1336–1356)

- Indonesien
  - Majapahit
    - Königin: Tribhuwana Wijayattungga Dewi (1328–1350)

- Irak (Dschalairiden)
  - Herrscher: Hasan der Große (1336–1356)

- Japan
  - Kaiser (Südhof): Go-Daigo (1318–1339)
  - Kaiser (Nordhof): Kōmyō (1336–1348)

- Kambuja (Khmer)
  - König: Paramathakemaraja (1330–1353)

- Kleinarmenien
  - König: Leon V. (1320–1341)

- Korea (Goryeo-Dynastie)
  - König: Chungsuk Wang (1313–1330, 1332–1339)

- Osmanisches Reich
  - Sultan: Orhan I. (1326–1359)

- Persien
  - Ilchane
    - Ilchan: Musa (1336–1337)
    - Ilchan: Muhammad (1337–1338)

  - Muzaffariden (in Isfahan)
    - Herrscher: Mubariz ad-Din Muhammad (1314–1358)

- Ryūkyū-Inseln
  - König: Seii (1337–1354)

- Siam
  - Lan Na
    - König: Pha Yu (1336–1355)

  - Sukhothai
    - König: Loe Thai (1299–1347)

- Trapezunt
  - Kaiser: Basileios (1332–1340)

- Tschagatai-Khanat
  - Khan: Dschenkschi (1334–1338)
  - Khan: Kazan (1337–1346) (im Ostteil)

## Europa
- Achaia
  - Fürst: Robert von Tarent (1332–1364)
  - Regentin: Katharina von Valois-Courtenay (1333–1346)

- Andorra
  - Co-Fürsten:
    - Graf von Foix: Gaston II. (1315–1343)
    - Bischof von Urgell: Arnau de Llordà (1326–1341)

- Archipelagos
  - Herzog: Niccolò I. (1323–1341)

- Athen
  - Herzog: Wilhelm II. von Sizilien (1317–1338)

- Bulgarien
  - Zar: Ivan Alexander (1331–1371)

- Byzantinisches Reich
  - Kaiser: Andronikos III. (1328–1341)

- Dänemark
  - Interregnum (1332–1340)
  - Schleswig
    - Herzog: Waldemar V. (1325–1326, 1330–1364)

- Deutschordensstaat
  - Hochmeister: Dietrich von Altenburg (1335–1341)

- England
  - König: Eduard III. (1327–1377)

- Epirus
  - Despot: Nikephoros II. Orsini (1335–1349)

- Frankreich
  - König: Philipp VI. (1328–1350)
  - Alençon und Perche
    - Graf: Karl II. (1325–1346)

  - Armagnac
    - Graf: Johann I. der Gute (1319–1373)

  - Artois
    - Gräfin: Johanna von Frankreich (1330–1347)

  - Astarac
    - Graf: Johann I. (1331–1368)

  - Aumale
    - Graf: Johann II. (1302–1342)

  - Auvergne (Grafschaft)
    - Gräfin: Johanna I. (1332–1360)

  - Auvergne (Dauphiné)
    - Dauphin: Johann Dauphinet (1324–1351)

  - Bar
    - Graf: Heinrich IV. (1337–1344)

  - Blois
    - Graf: Guido I. von Châtillon (1307–1342)

  - Bretagne
    - Herzog: Johann III. (1312–1341)

  - Burgund (Herzogtum)
    - Herzog: Odo IV. (1315–1350)

  - Burgund (Freigrafschaft)
    - Pfalzgräfin: Johanna III. (1330–1347)

  - Comminges
    - Graf: Jean I. Postumus (1336–1339)

  - Dauphiné
    - Graf: Humbert II. (1333–1349)

  - Dreux
    - Graf: Peter I. (1331–1345)

  - Eu
    - Graf: Rudolf III. (1302–1344)

  - Évreux
    - Graf: Philipp (1319–1343)

  - Foix
    - Graf: Gaston II. (1315–1343)

  - Guyenne
    - Herzog: Eduard III. von England (1325–1362, 1375–1377)

  - Marche
    - Graf: Ludwig I. (1327–1342)

  - Nevers
    - Graf: Ludwig II. (1322–1346)

  - Orange
    - Fürst: Raimund III. (1335–1340)

  - Penthièvre
    - Gräfin: Johanna (1331–1384)

  - Périgord
    - Graf: Roger Bernard (1336–1369)

  - Provence
    - Graf: Robert (1309–1343)

  - Rethel
    - Graf: Ludwig II. (1322–1346)

  - Vendôme
    - Graf: Burchard VI. (1315–1354)

- Heiliges Römisches Reich
  - König: Ludwig IV. der Bayer (1314–1347) (ab 1328 Kaiser)
  - Kurfürstentümer
    - Erzstift Köln
      - Erzbischof: Walram von Jülich (1332–1349)

    - Erzstift Mainz
      - Erzbischof: Heinrich III. von Virneburg (1328–1346)

    - Erzstift Trier
      - Erzbischof: Balduin von Luxemburg (1307–1354)

    - Böhmen
      - König: Johann von Luxemburg (1311–1346)

    - Brandenburg
      - Markgraf: Ludwig I. (1323–1351)

    - Kurpfalz
      - Pfalzgraf: Rudolf II. (1329–1353)

    - Sachsen
      - Herzog: Rudolf I. (1298–1356)

  - geistliche Fürstentümer
    - Hochstift Augsburg
      - Bischof: Ulrich II. von Schönegg (1331–1337)
      - Bischof: Heinrich III. von Schönegg (1337–1348)

    - Hochstift Bamberg
      - Bischof: Leopold II. von Egloffstein (1335–1343)

    - Hochstift Basel
      - Bischof: Johann II. Senn von Münsingen (1335–1365) (1337–1338 Administrator von Straßburg)

    - Erzstift Besançon
      - Erzbischof: Hugues VI. de Vienne (1334–1355)

    - Hochstift Brandenburg
      - Bischof: Ludwig Schenk von Neindorf (1327–1347)

    - Erzstift Bremen-Hamburg
      - Bischof: Burghard II. Grelle (1327–1344)

    - Hochstift Brixen
      - Bischof: Matthäus Andergassen (1336–1363)

    - Hochstift Cambrai
      - Bischof: Guillaume III. d’Auxonne (1336–1342)

    - Hochstift Cammin
      - Bischof: Friedrich von Eickstedt (1330–1343)

    - Hochstift Chur
      - Bischof: Ulrich V. von Lenzburg (1331–1355)

    - Hochstift Eichstätt
      - Bischof: Heinrich V. Schenk von Reicheneck (1329–1344)

    - Hochstift Freising
      - Bischof: Konrad IV. von Klingenberg (1324–1340) (1322–1324 Bischof von Brixen)

    - Abtei Fulda
      - Abt: Heinrich von Hohenberg (1315–1353)

    - Hochstift Genf
      - Bischof: Pierre de Faucigny (1311–1342)

    - Hochstift Halberstadt (Herrschaft umstritten)
      - Bischof: Albrecht II. von Braunschweig-Lüneburg (1324–1358)
      - Bischof: Giselbrecht von Holstein (1324–1346)

    - Hochstift Havelberg
      - Bischof: Dietrich I. (1324/25–1341/42)

    - Hochstift Hildesheim (1331–1350/51 umstritten)
      - Bischof: Heinrich III. von Braunschweig-Lüneburg (1331–1363) (vom Domkapitel gewählt)
      - Bischof: Erich von Schaumburg (1331–1350/51) (vom Papst ernannt)

    - Hochstift Konstanz
      - Bischof: Nikolaus von Frauenfeld (1334–1344)

    - Hochstift Lausanne
      - Bischof: Jean II. de Rossillon (1323–1341)

    - Hochstift Lübeck
      - Bischof: Heinrich II. Bochholt (1317–1341)

    - Hochstift Lüttich
      - Bischof: Adolf II. von der Mark (1313–1344)

    - Erzstift Magdeburg
      - Erzbischof: Otto von Hessen (1327–1361)

    - Hochstift Meißen
      - Bischof: Withego II. von Colditz (1312–1341/42)

    - Hochstift Merseburg
      - Bischof: Gebhard von Schraplau (1319/20–1341)

    - Hochstift Metz
      - Bischof: Adhémar de Monteil (1327–1361)

    - Hochstift Minden
      - Bischof: Ludwig von Braunschweig-Lüneburg (1324–1346)

    - Hochstift Münster
      - Bischof: Ludwig II. von Hessen (1310–1357)

    - Hochstift Naumburg
      - Bischof: Withego I. von Ostrau (1335–1348)

    - Hochstift Osnabrück
      - Bischof: Gottfried von Arnsberg (1321–1348) (1348–1350 Erzbischof von Bremen)

    - Hochstift Paderborn
      - Bischof: Bernhard V. zur Lippe (1321–1341)

    - Hochstift Passau
      - Bischof: Albert II. von Sachsen-Wittenberg (1320–1342)

    - Hochstift Ratzeburg
      - Bischof: Volrad von dem Dorne (1335–1355)

    - Hochstift Regensburg
      - Bischof: Nikolaus von Ybbs (1313–1340)

    - Erzstift Salzburg
      - Erzbischof: Friedrich III. von Leibnitz (1315–1338)

    - Hochstift Schwerin
      - Bischof: Ludolf von Bülow (1331–1339)

    - Hochstift Sitten
      - Bischof: Aimone IV. von Turn (1323–1338)

    - Hochstift Speyer
      - Bischof: Gerhard von Ehrenberg (1336–1363)

    - Hochstift Straßburg
      - Bischof: Berthold II. von Buchegg (1328–1353) (1328–1329 Bischof von Speyer)
      - Administrator: Johann Senn von Münsingen (1337–1338) (1335–1365 Bischof von Basel)

    - Hochstift Toul
      - Bischof: Thomas de Bourlemont (1330–1353)

    - Hochstift Trient
      - Sedisvakanz (1336–1338)

    - Hochstift Utrecht
      - Bischof: Johann III. von Diest (1322–1340)

    - Hochstift Verden
      - Bischof: Johannes II. Hake (1332–1340)

    - Hochstift Verdun
      - Bischof: Henrich IV. von Aspremont (1312–1349)

    - Hochstift Worms
      - Bischof: Salmann Cleman (1329–1359)

    - Hochstift Würzburg
      - Bischof: Otto II. von Wolfskeel (1333–1345)

  - weltliche Fürstentümer
    - Anhalt
      -  Fürstentum Anhalt-Bernburg
        - Fürst: Bernhard III. (1318–1348)

      -  Anhalt-Zerbst
        - Fürst: Albrecht II. (1316–1362)

    - Baden
      - Markgraf: Hermann IX. (1333–1353)

    - Bayern
      - Niederbayern
        - Herzog: Heinrich XIV. (1310–1339)

      - Oberbayern
        - Herzog: Ludwig IV. (1294/1301–1347)

    - Berg
      - Graf: Adolf VI. (1308–1348)

    - Brabant, Limburg und Niederlothringen
      - Herzog: Johann III. (1312–1355)

    - Herzogtum Braunschweig-Lüneburg
      - Braunschweig-Grubenhagen
        - Fürst: Heinrich II. (1322–1351)
        - Fürst: Ernst I. (1322–1361)
        - Fürst: Wilhelm (1322–1360)

      - Braunschweig-Lüneburg
        - Herzog: Otto III. (1330–1352)
        - Herzog: Wilhelm II. (1330–1369)

      - Braunschweig-Wolfenbüttel
        - Fürst: Otto der Milde (1318–1344)

    - Flandern
      - Graf: Ludwig I. (1322–1346)

    - Geldern
      - Graf: Rainald II. (1318/26–1343) (ab 1339 Herzog von Geldern)

    - Hanau
      - Herr: Ulrich II. (1305/06–1346)

    - Hessen
      - Landgraf: Heinrich II. (1328–1376)

    - Hohenzollern
      - Graf: Friedrich IX. (1333–1379)

    - Holland
      - Graf: Wilhelm III. (1304–1337)
      - Graf: Wilhelm IV. (1337–1345)

    - Holstein
      - Holstein-Kiel
        - Graf: Johann III. der Milde (1316–1359)

      - Holstein-Pinneberg
        - Graf: Adolf VII. (1315–1354)

      - Holstein-Plön
        - Graf: Gerhard V. (1323–1350)

      - Holstein-Rendsburg
        - Graf: Gerhard III. (1304–1340)

    - Jülich
      - Markgraf: Wilhelm I. (1328–1361) (bis 1336 Graf, ab 1356 Herzog)

    - Kleve
      - Graf: Dietrich VII. (1310–1347)

    - Limburg: siehe Brabant
    - Lippe
      - Herr: Simon I. (1273–1344)

    - Lothringen (Herrscherliste)
      - Niederlothringen siehe Brabant
      - Oberlothringen, Herzog: Rudolf (1328–1346)

    - Lüneburg: siehe Braunschweig
    - Luxemburg
      - Graf: Johann von Böhmen (1313–1346)

    - Mark
      - Graf: Adolf II. (1328–1347)

    - Mecklenburg
      - Mecklenburg-Schwerin
        - Fürst (ab 1348 Herzog): Albrecht II. (1329–1379)

      - Mecklenburg-Stargard
        - Fürst (ab 1348 Herzog): Johann I. (1329–1392)

    - Markgrafschaft Meißen
      - Markgraf: Friedrich II. (1323–1349)

    - Namur
      - Graf: Philipp III. (1336–1337)
      - Graf: Wilhelm I. (1337–1391)

    - Nassau
      - walramische Linie (in Idstein und Wiesbaden)
        - Graf: Gerlach I. (1305–1344)

      - ottonische Linie
        - Nassau-Dillenburg
          - Graf: Heinrich III. (1328–1343) (1290–1303 Graf von Nassau; 1303–1328 Graf von Nassau-Siegen)

        - Nassau-Hadamar (1337–1359 gemeinsame Herrschaft)
          - Graf: Johann (1334–1365)
          - Graf: Emich II. (1337–1359)

    - Nürnberg
      - Burggraf: Johann II. (1332–1357)

    - Ortenberg
      - Graf: Heinrich III. (1297/1321–1345)

    - Österreich
      - Herzog: Albrecht II. (1330–1358)
      - Herzog: Otto der Fröhliche (1330–1339)

    - Pommern
      - Pommern-Stettin
        - Herzog: Otto I. (1295–1344)

      - Pommern-Wolgast
        - Herzog: Bogislaw V. (1326–1374)
        - Herzog: Barnim IV. (1326–1365)
        - Herzog: Wartislaw V. (1326–1390)

    - Ravensberg
      - Graf: Bernhard (1328–1346)

    - Saarbrücken
      - Graf: Johann I. (1308–1342)

    - Sachsen-Lauenburg
      - Bergedorf-Mölln
        - Herzog: Albrecht IV. (1321–1343)

      - Ratzeburg
        - Herzog: Erich I. (1296–1361)

    - Schwerin
      - Schwerin
        - Graf: Heinrich III. (1307–1344)

      - Wittenburg
        - Graf: Otto I. (1327–1357)

      - Boizenburg
        - Graf: Nikolaus II. (1323–1349)

    - Tecklenburg
      - Graf: Nikolaus I. (1328–1367/69)

    - Tirol
      - Graf: Johann Heinrich (1335–1341)

    - Veldenz
      - Graf: Georg I. (1327–1347)

    - Waldeck
      - Graf: Heinrich IV. (1305–1344)

    - Weimar-Orlamünde
      - Graf: Otto VI. (1305–1340)

    - Württemberg
      - Graf: Ulrich III. (1325–1344)

    - Zweibrücken
      - Graf: Walram II. (1311–1366)

- Italienische Staaten
  - Este
    - Markgraf: Bertoldo I. (1312–1343)

  - Ferrara und Modena
    - Herr: Obizzo III. d’Este (1335–1352)

  - Genua
    - Doge: Simone Boccanegra (1339–1344)

  - Kirchenstaat
    - Papst: Benedikt XII. (1334–1342) (in Avignon)

  - Mailand
    - Stadtherr: Azzo Visconti (1328–1339)

  - Mantua
    - Reichsvikar: Luigi I. Gonzaga (1328–1360)

  - Montferrat
    - Markgraf: Theodor I. (1305–1338)

  - Neapel
    - König: Robert (1309–1343)

  - Rimini
    - Herr: Ferrantino Malatesta (1326–1353)

  - Saluzzo
    - Markgraf: Manfred IV. (1296–1340)

  - Savoyen
    - Graf: Aymon (1329–1343)

  - Sizilien
    - König: Friedrich III. (1296–1337)
    - König: Peter II. (1337–1342)

  - Tarent
    - Fürst: Robert von Tarent (1332–1346)

  - Venedig
    - Doge: Francesco Dandolo (1329–1339)

  - Verona
    - Podestà: Alberto II. della Scala (1329–1352)
    - Podestà: Mastino II. della Scala (1329–1351)

- Johanniter-Ordensstaat auf Rhodos
  - Großmeister: Helion de Villeneuve (1319–1346)

- Litauen
  - Großfürst: Gediminas (1316–1341)

- Livland
  - Landmeister: Eberhard von Monheim (1328–1340)

- Monaco
  - Seigneur: Charles I. (1331–1357)

- Norwegen
  - König: Magnus VII. Eriksson (1319–1355)

- Polen
  - König: Kasimir III. (1333–1370)

- Portugal
  - König: Alfons IV. (1325–1357)

- Russland
  - Goldene Horde: siehe Asien
  - Wladimir-Moskau
    - Großfürst: Iwan I. (1328–1341)

- Schottland
  - König: David II. (1329–1371)

- Schweden
  - König: Magnus II. (1319–1364)

- Serbien
  - Fürst: Stefan Uroš IV. Dušan (1331–1355)

- Spanien
  - Aragón
    - König: Peter IV. (1336–1387)

  - Cerdanya
    - Graf: Jakob III. (1324–1349)

  - Granada (Nasriden)
    - Emir: Yusuf I. (1333–1354)

  - Kastilien-León
    - König: Alfons XI. der Rächer (1312–1350)

  - Mallorca
    - König: Jakob III. (1324–1344/49)

  - Navarra
    - Königin: Johanna II. (1316–1318, 1328–1349)

  - Urgell
    - Graf: Jakob I. (1328–1347)

- Ungarn
  - König: Karl I. Robert (1307/08–1342)

- Walachei
  - Fürst: Basarab I. der Gründer (1310–1352)

- Zypern
  - König: Hugo IV. (1324–1359)